# Роменский уезд
Роменский уезд — уезд Полтавской губернии. Административный центр — Ромны. Занимал северо-восточную часть Полтавской губернии.

## География
Площадь уезда составляла 2285,2 кв. верст. Высота поверхности уезда между 390 футами (в долине реки Сулы, между городом Ромны и селом Герасимовкой) и 684 футами (у Яровых хуторов). Большая часть поверхности уезда лежит на высоте 550 и 650 футов. Наиболее возвышенные пространства находятся в северо-восточной части уезда, между Чернечей-Слободою и Хоружевкой, а наиболее низкие в юго-западной, между Талалаевкой и Глинском.
Река Сула отделяет засульскую часть уезда, имеющую более степной характер; предсульская местность, то есть лежащая по правую сторону Сулы, делится рекой Роменцом на две неравные части. Из рек уезда наибольшее значение имеет Сула. Некоторые левые притоки Сулы совершенно пересохли, из правых притоков через уезд протекают реки Терень, Хуст, Быхшень и др. При впадении Роменца в Сулу образовались торфяники (до 3 кв. верст). На Суле между селами Аксютинцами и Герасимовкой залегает гипс. Река Роменец со своим притоком Галкой образует торфяники, площадь которых равна 38 кв. верст; глубина торфяного слоя до 1 сажени. Лепные и горшечные глины разрабатываются около деревни Шумска и города Глинска. По почвам уезд разделяется на 3 части: северную чернозёмную, лесную — по правому берегу Сулы и засульскую (большей частью чернозёмную). Типичный тучный чернозем занимает около 7/10 площади уезда (он содержит от 4½ до 6 % гумуса).
По данным межевания, всех земель в уезде на начало XX века считается 237714 десятин; из них под усадьбами 17769, пашни 160797, сенокосов 16848, леса 30714, тростниковых болот 1005, выгонной и прочей удобной 4370, неудобных земель 6207 десятин. У частных владельцев (кроме лиц сельских сословий), в 1897 году было 66790 десятин в 1141 хозяйстве; преобладают хозяйства мелкие, до 50 десятин (786 хозяйств — 10089 десятин). У дворян было 590 хозяйств в 54486 десятин, у купцов — 58 хозяйств в 4809 десятин; остальные земли принадлежали мещанам и лицам др. сословий. По данным земской переписи (1888 г.), крестьянам принадлежало 144173 десятины, причем на 1 хозяйство приходилось 5,5 десятин, на 1 душу — 0,93 десятины. Крестьян, не имеющих земли, в уезде было 3,1 %.

## Население
Жителей 161817, в том числе мужчин 81940 и женщин 79877. Население малорусское. С 1877 г. по 1 июля 1893 г. выселилось из уезда 12374 человека, большинство — в разные губернии Сибири; недостаток земли считается главной причиной выселения.

## Административное деление
В 1913 году в состав уезда входило 19 волостей: 
| - Бацмановская — с. Бацманы, - Бобрикская — с. Бобрик, - Велико-Бубновская — с. Великие Бубны, - Глинская — г. Глинск, - Гриневская — с. Гриневка, - Засульская — с. Засулье, - Коровинская — с. Коровинцы, - Красно-Слободская — с. Красная Слобода, - Курмановская — с. Курманы, - Липовская — с. Липово, | - Пекаревская — с. Пекари, - Перекоповская — с. Перекоповка, - Рогинская — с. Рогинцы, - Смелянская — м. Смелое, - Талалаевская — с. Талалаевка, - Хмеловская — м. Хмелово, - Хоружевская — с. Хоружевка, - Хустянская — с. Глушаков-Хустянка, - Чернечье-Слободская — с. Чернечья Слобода. |

## Экономика
Главное занятие жителей — земледелие. Под посевами занято у крестьян 96087 десятин, у других владельцев — 26720 десятин. Преобладающие хлеба — рожь, овес, греча, ячмень и просо; пшеницу сеют почти исключительно на частновладельческих землях. Культура табака развита: в 1896 г. на 9225 плантациях (2252 десятины) собрано табака из американских семян 4964 пуда, махорки 206339 пудов. Садоводство и огородничество развиты. Улучшению сельского хозяйства способствуют земство и местное общество сельского хозяйства; в 1897 г. у крестьян Р. уезда было 193 плуга, 588 веялок (из них 401 местного изделия), 128 конных молотилок и 2 паровых молотилки. По переписи 1893 г. в уезде было: лошадей 20926, волов 9206, прочего крупного рогатого скота 25808 голов, овец тонкорунных 1863, простых 65940, свиней 27963; хозяйств без скота 17,8 %, хозяйств, имеющих только мелкий скот, овец и свиней — 11,6 %.
Из кустарных промыслов развиты гончарный (в заштатном городе Глинске) и кожевенный (в местечке Смелом). Промыслами занимаются 6215 человек. В отхожих промыслах (1896 год) 10800 мужчин и 2590 женщин. Фабрик и заводов (1896 год) 46, с производством на 1494 тыс. руб.; из них более крупные: 2 табачные фабрики (630 тыс. руб.), 3 мельницы (307 тыс. руб.), 1 скотобойня (136 тыс. руб.) и 2 спиртоочистительных завода (275 тыс. руб.). В 1896 г. торговых документов выдано 1849. Обложенных раскладочным сбором торговых предприятий 449. Ярмарок 105. Сберегательных касс 22. Населенных мест 901, в том числе 2 города (Ромны и Глинск) и 1 местечко (Смелое). Два почтово-телеграфных отделения. Земство содержит 1 больницу и 4 приемных покоя, 5 врачей и 31 фельдшера. Школ (1897) в уезде было: земских 50, мин. народного просвещения 3 (в тех и других 4598 мальчиков и 607 девочек), церковно-приходских 18 (358 мальчиков и 233 девочки), школ грамоты 37 (680 мальчиков и 271 девочка). Бюджет уездного земства за 1896 г.: приход — 156886 руб., расход — 123825 руб., в том числе на земское управление 9622 руб., на народное образование 36742 руб. и на медицинскую часть 28800 руб.